# アルノルト・メンデルスゾーン
アルノルト・ルートヴィヒ・メンデルスゾーン（ドイツ語: Arnold Ludwig Mendelssohn, 1855年12月26日 - 1933年2月18日）は、ドイツの作曲家。モーゼス・メンデルスゾーンの曾孫であり、父ヴィルヘルム・メンデルスゾーンの従兄にフェリックス・メンデルスゾーンがいる。

## 生涯
シレジアのラーティボーア（現在のポーランド領ラチブシュ）に生まれる。ベルリンの王立教会音楽研究所 (Königliches Institut für Kirchenmusik, 1876-1878) と王立芸術アカデミー (1876-1880) で、アルベルト・レシュホルンにピアノを、カール・アウグスト・ハウプトにオルガンを、エドゥアルト・グレルとフリードリヒ・キールとタウベルト（ヴィルヘルム・タウベルトまたはエルンスト・エドゥアルト・タウベルト）に作曲を師事した。
1880年にボンで新福音教会 (現在の聖十字架教会) のオルガニストと合唱指揮者、ボン大学のオルガンと和声学の教師となる。1883年にビーレフェルトに移りビーレフェルト楽友協会の指揮者と市の定期演奏会芸術監督を務め、1886年にケルンに移りケルン音楽院でオルガンと作曲の教師となった。1890年以降はダルムシュタットを拠点とし、1912年にフランクフルト・アム・マインにあるホッホ音楽院の教授となった。
著名な教え子にクルト・トーマス、ギュンター・ラファエル、ハインリヒ・シュピッタ、ギュンター・ラミン、フーゴー・ディストラー、パウル・ヒンデミットがいる。